# The Pilgrimage
Albums de Cappadonna
Slang Prostitution
(2009)
The Pilgrimage est le sixième album studio de Cappadonna, sorti le 15 novembre 2011.

## Liste des titres
| No  | Titre                                                      | Contient un (des) sample(s) de            | Durée |
| --- | ---------------------------------------------------------- | ----------------------------------------- | ----- |
| 1.  | A-Alike B-Alike C-Alike                                    |                                           | 3:33  |
| 2.  | Dart Imports                                               |                                           | 2:40  |
| 3.  | Energy Guard                                               |                                           | 3:10  |
| 4.  | Hoody Hoodpecker (featuring Killa Black et Matlock)        |                                           | 3:47  |
| 5.  | Good Wine (featuring Chedda Bang)                          |                                           | 2:08  |
| 6.  | Put God First (featuring Solomon Childs et Inspectah Deck) | Changing Faces de J.J. Band               | 4:03  |
| 7.  | Hold On                                                    |                                           | 2:58  |
| 8.  | Honey's Look Good (featuring Inspectah Deck)               |                                           | 4:12  |
| 9.  | For You (featuring Killa Black)                            |                                           | 4:05  |
| 10. | Friendemies (featuring Chedda Bang)                        |                                           | 3:59  |
| 11. | Can't Believe It's Him                                     | The Rill Thing de Little Richard          | 4:31  |
| 12. | Cuban Link Kings                                           | Young, Gifted and Black d'Aretha Franklin | 3:36  |
| 13. | Trials & Tribulations (featuring Killa Black et Elite)     | Anna de Lucio Battisti                    | 2:56  |